# Атернії
Атернії (лат. Atherneos) — одне зі скіфських племен, відоме лише з повідомлення Плінія Старшого («NATURALIS HISTORIA», VI, 5, 22.), як спільники асампатів та авхатів, які вдерлися до територій на схід від Танаїсу та майже повністю знищили тубільних танаїтів та інапеїв.
Етимологія назви:
- лат. Atherneos < д.ір. *ātar(š)- — укр. вогонь; стихія вогню.[3]